# Illu
Illu is een bestuurslaag in het regentschap Alor van de provincie Oost-Nusa Tenggara, Indonesië. Illu telt 717 inwoners (volkstelling 2010).